# Stefania woodleyi
Stefania woodleyi es una especie de anfibio anuro de la familia Hemiphractidae.

## Distribución geográfica
Esta especie es endémica de Guyana. Habita en la cordillera Pacaraima entre los 100 y 900 m de altitud en Kanaima, Paramakatoi, Ayanganna y Wokomung.

## Etimología
Esta especie lleva el nombre en honor a Jeremy David Woodley.

## Publicación original
- Rivero, 1968 "1966" : Notes on the genus Cryptobatrachus (Amphibia, Salientia) with the description of a new race and four new species of a new genus of hylid frogs. Caribbean Journal of Science, vol. 6, n.º 3/4, p. 137-149[5]